# 루도비쿠스 5세 이네르스
루이 5세(Louis V, 967년~987년 5월 27일)는 986년부터 서프랑크의 왕으로 카롤링거 왕조의 마지막 프랑스 왕이다.
978년 6월 아버지 로테르 2세가 살아 있을 때 공동 국왕으로 지명되어 왕위에 올랐으며 986년 아버지 로테르 2세가 죽자 단독 통치자가 되었다. 987년 5월 승마 도중 낙마 사고로 사망했으며, 자녀를 남기지 못했다. 공동 국왕으로는 9년이지만, 단독 재위 기간이 1년으로 짧았고, 실권도 별로 없었기 때문에 중세의 역사가들로부터 무위왕(프랑스어: le Fainéant, qui nihil fecit)의 칭호 즉, 아무것도 안 한 사람 이란 별칭을 받았다. 나태왕(the Sluggard)라는 별칭도 있다.

## 생애

### 초기 활동

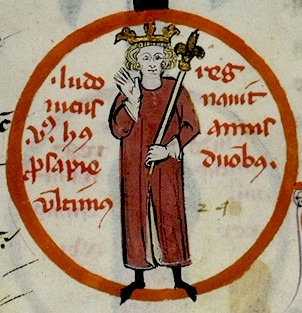
루이 5세 르 페네앙

루이 5세는 루이 4세의 손자로, 서프랑크의 왕 로테르 2세와 이탈리아의 왕 로타리오 3세의 딸인 엠마의 아들로 태어났다. 서프랑크 왕국의 초대 군주인 대머리 카를 2세의 5대손이 된다.
모계로는 중프랑크 왕국의 왕이자 서로마 제국 황제 로타르 1세의 6대손이 되는데, 모후 엠마는 로타르 1세의 차남 로타링기아의 로타르 2세의 외손자 우고의 손녀이자, 로타리오 3세의 딸이었다. 할머니는 벨프 가의 방계였던 아델라이드였는데, 남편 로타리오 3세가 독살당하자, 독일로 건너가 독일 국왕 오토 1세에게 몸을 의탁했다가 그와 재혼한다. 할머니인 작센의 게르베르가는 오토 1세의 누이였으므로, 신성 로마 제국의 오토 왕가와는 이중 삼중의 인척관계였지만 사이는 좋지 않았다. 루이 5세의 친동생으로 랭스 백작 외드가 있었고, 이복 동생인 랭스 대성당의 대주교를 지낸 아르눌프가 있었다.
아버지 로테르 3세가 살아 있을 때인 978년 6월부터 아버지 로테르 3세에 의해 공동 국왕으로 임명되어 왕위에 올랐지만, 그는 실권이 없는 왕이었다. 969년 아키텐 백작 스테판과 툴루즈 백작 레이몽(Raymond)의 미망인인 아키텐의 윌렘 3세의 딸 아키텐의 아들라이데와 결혼하여, 아키텐의 왕이 되었다. 그러나 조건 결혼이었던 두 사람의 결혼은 원만하지 못했고, 레미의 리체루스에 의하면 나이차이가 있었고, 루이가 다소 경박했다 한다. 자녀도 없었으며, 급기아 아들라이데는 2년 후에 아를로 도망가 버렸다. 경박했고 아내를 멀리해 결국 그녀가 도망가버리자, 루이는 귀족들 사이에서 평판이 나빠졌다. 루이는 980년 앙주의 백작 풀크 3세의 딸 아들라이데와 결혼하였지만 앙주의 아들라이데와도 4년만인 984년에 이혼하고 만다.
979년 6월 8일 꽁피에뉴의 성 코르넬리에 수도원에서 랭스의 아달베롱(Adalbero) 대주교의 집전하에 공동 왕으로 대관을 받았다.

### 치세기간

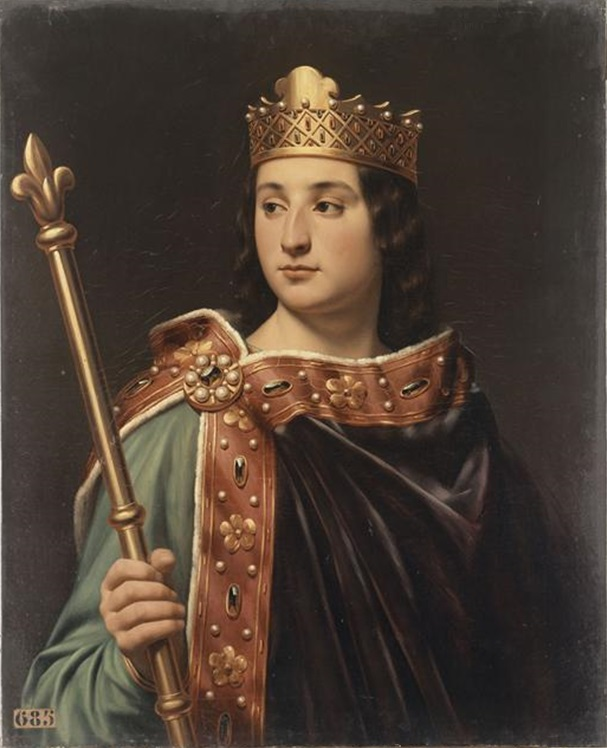
루도비쿠스 5세

루이는 실질적으로 986년 아버지가 죽은 다음 실질적인 왕이 되어 혼자서 나라를 다스렸는데 아버지 로테르 3세 때부터 신성 로마 제국 황제 오토 1세의 가문과 카페 가문의 위협을 받았다. 그밖에 보소니드 가문 역시 루이 5세를 위협하는 주요 귀족의 하나였다.
986년 아버지가 죽은 뒤부터는 혼자서 나라를 다스렸는데 어머니 엠마와 랭스 대주교 아달베롱은 신성 로마 제국의 황제이자 6촌인 오토 3세와 친교를 맺으라고 충고했으나, 루이는 귀담아 듣지 않았다. 그해 11월 2일 어머니 엠마도 사망했다. 랭스의 대주교 아달베롱은 오토가문과 루이를 화해하려 노력했지만 루이는 듣지 않았고, 오히려 아달베롱은 반역 혐의로 감옥에 가두고 재판을 하려고 했다.
987년 5월 루이 5세는 주교 아달베롱의 반역죄를 추궁하려는 재판을 하려는 중에 승마를 하다, 상리스 근처 오이세의 알라떼 숲에서 말에서 떨어져 낙마 사고로 죽었다. 친동생인 랭스 백작 외드는 그보다 앞서 986년에 먼저 사망했다.

### 사후
루이 자신에게는 적법한 후계가 없었고 카롤링거 왕조의 후손중에는 하 로렌로타링기아의 공작 샤를, 루이의 서제인 아르눌프가 있었으나 아달베롱과 제르베르등 성직자와 귀족들은 강력한 귀족이자 군사력을 가진 카페 왕조의 위그 카페를 프랑스의 왕으로 선출하였다. 그의 동생인 랭스 주교 외드는 986년 11월 13일에 이미 사망했고, 또다른 동생 리샤르(Richard) 역시 991년 경에 사망한다. 이로써 대머리왕 카를 2세의 직계는 단절된다.
그의 삼촌으로 카롤링거 왕조의 마지막 혈손인 샤를은 귀족들에게 인기가 없었기 때문에, 위그 카페에게 왕위가 넘어갔다. 이로써 카롤링거 왕조는 막을 내렸고 카페 왕조가 프랑스의 왕위를 잇게 되었다.

## 가족 관계
- 할아버지 : 루이 4세(Louis IV, 920 - 954)
- 아버지 : 로테르 2세(Lothair II, 940 - 986)
- 어머니 : 이탈리아의 엠므(Emma, ? - 986)
  - 동생 : 외드(Eudes, 986년 사망)
  - 동생 혹은 이복동생 : 랭스의 아르눌프(Arnulf de Reims, 967년 - 1021년 3월 5일)
- 왕비 : 아키텐의 아델라이드, 아키텐의 왕 윌리엄 3세의 딸, 이혼
- 왕비 : 앙주의 아델라이드, 앙주 백작 풀크의 딸, 이혼
- 외할아버지 : 로타리오 3세(Lothario III, 920경 - 950 이탈리아의 왕)
- 외할머니 : 부르고뉴의 아델라이드, 그의 진외종조부로 할머니 게르베르가의 남동생인 오토 1세와 재혼하였다.

## 같이 보기
- 프랑스의 군주
- 아키텐의 군주
- 샤를
- 아르눌프